# 충청남도청양교육지원청
충청남도청양교육지원청(忠淸南道靑陽敎育支援廳, 영어: Cheongyang Office of Education)은 충청남도 청양군을 관할하는 충청남도교육청 산하의 교육지원청이다.
또한 교육장은 장학관으로 보한다.

## 산하 기관

### 초등학교
| - 가남초등학교 - 남양초등학교 - 목면초등학교 | - 미당초등학교 - 수정초등학교 - 운곡초등학교 | - 장평초등학교 - 정산초등학교 - 청남초등학교 | - 청송초등학교 - 청양초등학교 - 합천초등학교 |

### 중학교
| - 동영중학교 - 장평중학교 | - 정산중학교 - 청남중학교 | - 청신여자중학교 - 청양중학교 | - 화성중학교 |